# Bioglio

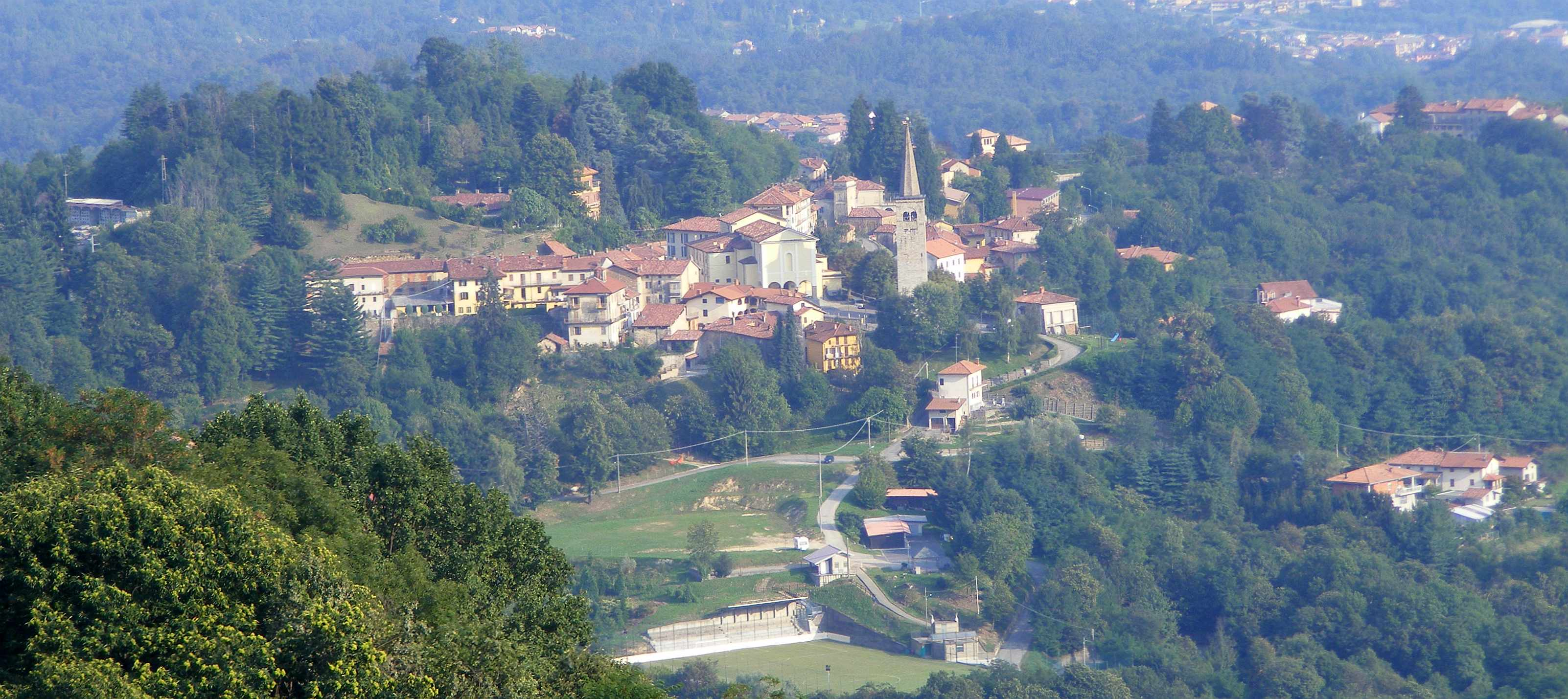

Bioglio (en piamontés Bioj) es una  localidad italiana de la provincia de Biella, región de Piamonte de 1.092 habitantes.

## Evolución demográfica
| Gráfica de evolución demográfica de Bioglio entre 1861 y 2001 |
|                                                               |
| Fuente ISTAT - elaboración gráfica por Wikipedia              |